# Bucquet (Lille)
Pour les articles homonymes, voir Bucquet.
Le Bucquet ou canal de la citadelle est à Lille l'un des trois bras de la Deûle avec la Haute-Deûle et le Fourchon, ancien bras aujourd'hui asséché, son origine était située sur la rive gauche de la Haute Deûle, sur l’actuelle avenue de Soubise à Lambersart, une centaine de mètres en aval du pont de Canteleu (actuelle avenue de Dunkerque).

## Toponymie
Le Bucquet, de « Beek » (becque côté flandre française) qui signifie en flamand « petite rivière » ou « fossé de drainage », aurait été à l'origine du nom de Gérard le Buc, châtelain de Lille vers 1070 mentionné par plusieurs chroniques, commandant de la forteresse située sur la motte castrale baignée par les eaux de la rivière.  
Ce terme de Buc se retrouve aussi souvent associé dans la littérature à la légende de Lydéric et Phinaert qui se serait déroulée au XIIe siècle. On trouve ainsi mention de « Lyderic de Buc » dans la « Chronique de Bergues-Saint-Winoc » attribuée à un religieux de la ville de Bergues du début XVIIe siècle, du « Château de Bucq » dans une nouvelle d’Adrien de Vignacourt en 1737, de « Phinard, prince de Buck » dans un récit d’Alexandre Dumas en 1861 .

## Histoire

### Avant la Citadelle (du Moyen Âge à1668)
Le Bucquet traversait le quartier de Canteleu à Lambersart qui était un territoire marécageux, passait à l’emplacement de la future Citadelle, parcourait la périphérie de Lille longeait l’ancien couvent des dominicains dans le faubourg Saint-Pierre et se jetait dans les fossés de l'enceinte un peu à l'ouest de la porte Saint-Pierre.
La plupart des historiens considèrent que le confluent du Bucquet avec le cours primitif de la Deûle, avant la création des premières enceintes, était à l'emplacement du canal Saint-Pierre à proximité de la Motte Castrale (emplacement de la cathédrale Notre-Dame de la Treille),.
Cependant, le cours primitif du Bucquet se serait peut-être prolongé parallèlement à la rue Esquermoise quelques dizaines de mètres au sud de cette rue sur un tracé correspondant à celui du canal des Poissonceaux recouvert au XIXe siècle.  Le confluent avec le bras principal de la Deûle se serait situé au sud de l’actuelle place du Général de Gaulle,.

Le Bucquet en 1668 en bleu foncé; en bleu clair la Haute-Deûle sur la gauche et la Basse-Deûle sur la droite; 1. Canteleu; 2. Porte Saint-Pierre
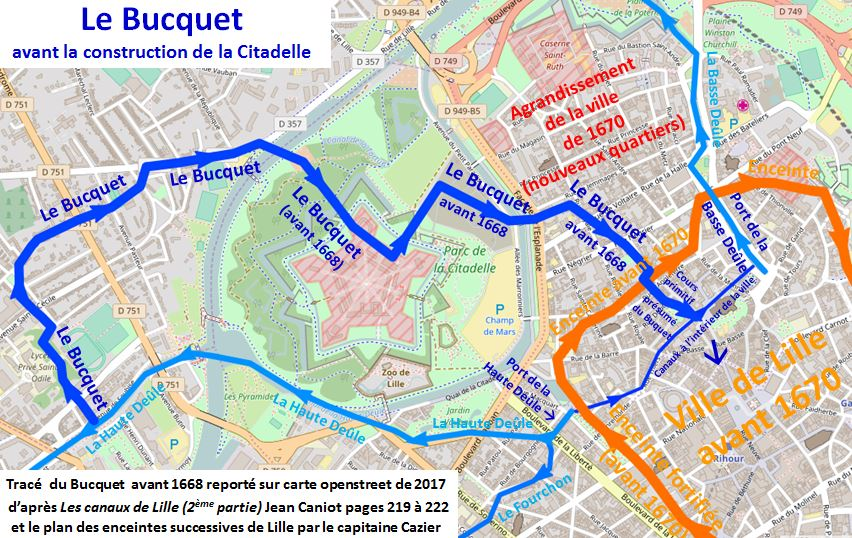
Le Bucquet avant la Citadelle

### Construction de la citadelle (1667)
La citadelle de Lille a été construite sur un terrain marécageux autour du cours du Bucquet qui a alimenté le « Grand Carré ». Le cours amont du Bucquet reste à son emplacement antérieur de  Lambersart à la Citadelle.

### Création du canal de la citadelle (1670)

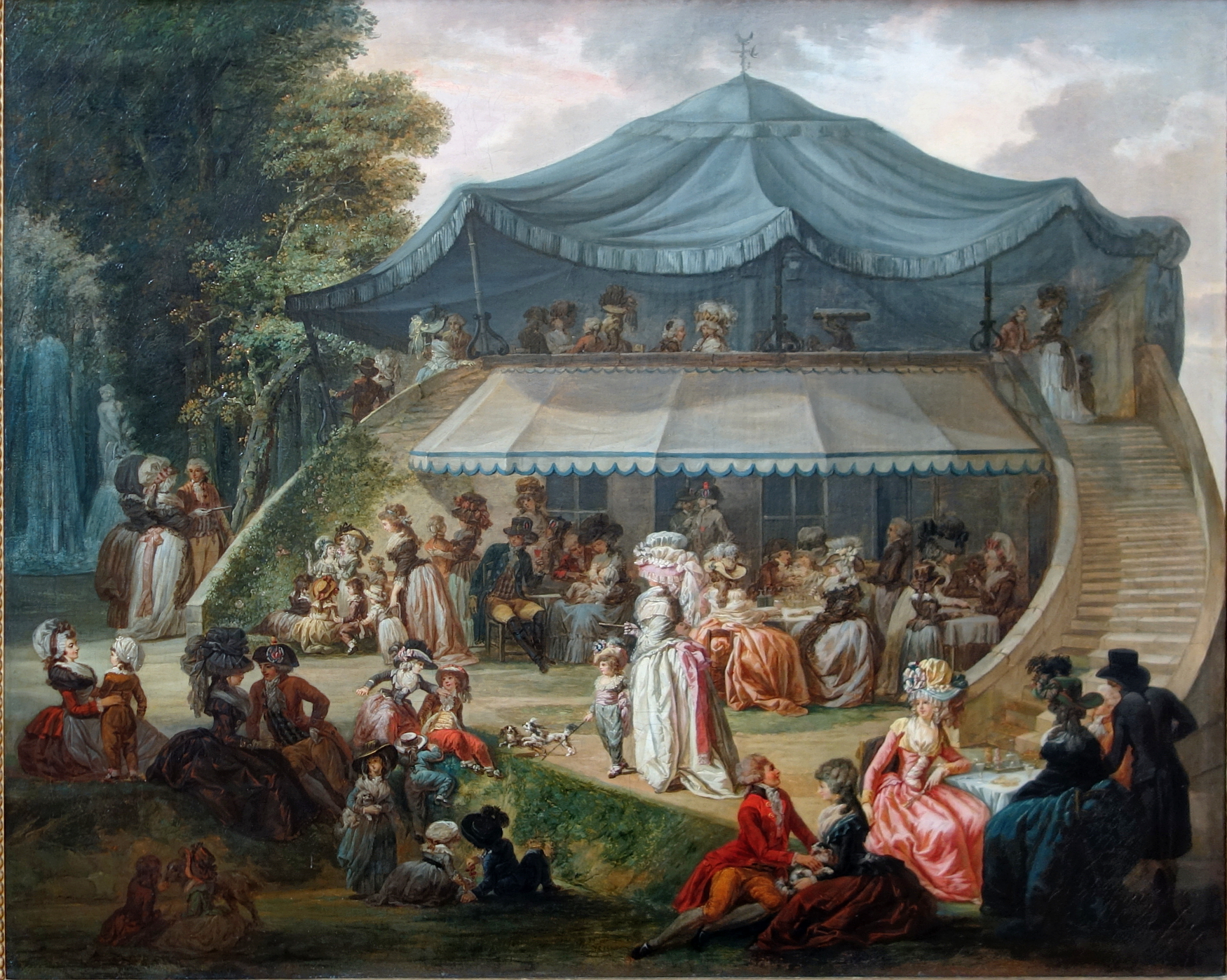
Fête au Colysée en 1789 tableau de François Watteau

La création du quartier Royal en 1670 en même temps que la Citadelle par l’agrandissement de la ville à la suite de la conquête de la ville par Louis XIV a amené à détourner la rivière dans un canal souterrain nommé « canal de la Citadelle » dont le parcours était situé entre les rues Dauphine (actuelle rue de Jemmapes) et rue du Pont-Neuf et qui se jetait dans la Basse-Deûle (avenue du Peuple-belge) entre la  rue de l’Entrepôt et la rue du Pont-Neuf face à l’actuel square Grimonprez.

### XVIIIesiècle
Un siphon a été créé sous le canal de la Moyenne-Deûle dans l’axe de la rue Dauphine (actuellement rue de Jemmapes) à l’ouverture de ce canal en 1751 dont le niveau est inférieur à celui du Bucquet.
À Lambersart, un parc de loisirs, le Colysée Royal, comprenant des guinguettes, un théâtre de verdure, une salle de bal, est créé en 1787 sur les rives du Bucquet par le prince de Soubise gouverneur de Flandre. Ce parc ferme en 1793. Le lycée et collège Sainte-Odile sont situés sur une partie de l’ancien Colysée Royal. L’avenue du Colysée à Lambersart conserve le souvenir de cet établissement éphémère.

## Disparition
À partir de la fin du XIXe siècle le Bucquet a progressivement disparu. Quelques parties du cours d’eau étaient encore visibles à Lambersart jusque vers 1960 mais il n'en reste pratiquement aucun vestige.